# Eagle City (Oklahoma)
Eagle City est une census-designated place du comté de Blaine, dans l'État d'Oklahoma, aux États-Unis,. En 2020, elle compte une population de 40 habitants.